# Dominicas fodboldforbund
Dominica Football Association er det styrende organ for fodbold i Dominica. Det organiserer Dominicas fodboldlandshold.